# Anaeomorpha columbiana
Anaeomorpha columbiana är en fjärilsart som beskrevs av Friedrich Wilhelm Niepelt 1928. Anaeomorpha columbiana ingår i släktet Anaeomorpha och familjen praktfjärilar. Inga underarter finns listade i Catalogue of Life.